# شون ورذن
شون ورذن (بالإنجليزية: Shawn Worthen)‏ هو لاعب كرة قدم أمريكية أمريكي، ولد في 12 سبتمبر 1978 في سان أنطونيو في الولايات المتحدة.